# Dans ma peau
Dans ma peau è un film del 2002 scritto, diretto e interpretato da Marina de Van.

## Trama
Esther è una giovane donna in piena realizzazione: ha una vita normale, una brillante carriera in vista e una relazione felice con il suo fidanzato Vincent. A una festa Esther si ferisce accidentalmente ad una gamba ma non sente alcun dolore, nonostante la ferita sia profonda e presenti una grossa perdita di sangue. Da questo piccolo e poco significante incidente, la donna andrà incontro a una vera e propria discesa agli inferi, con conseguenze fisiche e psichiche gravi: inizierà infatti a tagliarsi e a scarnificarsi in modo sempre più ossessivo e compulsivo, con una ferocia che non aveva mai provato prima nella vita, e senza una precisa motivazione comprensibile. Nonostante gli sforzi del fidanzato, Esther non sembra capace di riprendere in mano la sua vita, con conseguenze inimmaginabili.